# 오일러 특성류
대수적 위상수학에서 오일러 특성류(Euler特性類, 영어: Euler characteristic class)는 유향 실수 벡터 다발에 의하여 정의되는 특성류이다. 거칠게 말해 벡터 다발이 얼마나 ‘뒤틀려 있는지’를 나타낸다. 다양체의 접다발의 오일러 특성류는 오일러 지표와 같다.

## 정의

### 톰 동형에 의한 정의
다음 데이터가 주어졌다고 하자.
- 위상 공간 {\displaystyle X}
- 유클리드 공간 {\displaystyle \mathbb {R} ^{n}}을 올로 하는 {\displaystyle X} 위의 벡터 다발 {\displaystyle E}와 사영 {\displaystyle \pi \colon E\to X}
- {\displaystyle E} 위에 정의된 방향. 다시 말해 각 {\displaystyle x\in X}에 대하여 정수 계수 상대 코호몰로지류 {\displaystyle \operatorname {H} ^{n}(E_{x},E_{x}\setminus \{0\};\mathbb {Z} )}를 부여하며 이 대응은 연속적이다.

{\displaystyle E\setminus X=\bigcup _{x\in X}(E_{x}\setminus \{0_{E_{x}}\})}로 정의하면, 방향으로부터 톰 동형:97, §9
{\displaystyle \phi \colon \operatorname {H} ^{\bullet }(X;\mathbb {Z} )\to \operatorname {H} ^{\bullet +n}(E,E\setminus X;\mathbb {Z} )}
{\displaystyle \phi \colon x\mapsto (\pi ^{*}x)\smile u}
가 존재하므로 정수 계수 상대 코호몰로지류 {\displaystyle u\in \operatorname {H} ^{n}(E,E\setminus X;\mathbb {Z} )}를 특정할 수 있다.
한편, 사상 {\displaystyle C_{\bullet }(X)\hookrightarrow C_{\bullet }(E)\twoheadrightarrow C_{\bullet }(E)/C_{\bullet }{(E\setminus X)}}에 의한 코호몰로지끼리의 사상
{\displaystyle \operatorname {H} ^{n}(E,E\setminus X;\mathbb {Z} ){\overset {q^{*}}{\to }}\operatorname {H} ^{n}(E){\overset {{\pi ^{-1}}^{*}}{\to }}\operatorname {H} ^{n}(X)}
가 존재하는데, 이를 통해 코호몰로지류
{\displaystyle {\pi ^{-1}}^{*}q^{*}u\in \operatorname {H} ^{n}(X;\mathbb {Z} )}
를 만들 수 있으며 이를 {\displaystyle E}의 오일러 특성류 {\displaystyle \operatorname {e} (E)}로 정의한다.:98, §9

## 성질
오일러 특성류는 다른 특성류와 마찬가지로 다음과 같은 공리적 성질들을 만족시킨다.
- 함자성: 임의의 두 유향 실수 벡터 다발 {\displaystyle E\twoheadrightarrow X}, {\displaystyle E\twoheadrightarrow Y} 및 향을 보존하는 연속 올다발 사상 {\displaystyle F\to E}에 대하여, {\displaystyle \operatorname {e} (F)=(f\upharpoonright Y)^{*}\operatorname {e} (E)}.
- 합에 대한 분해: 임의의 두 유향 실수 벡터 다발 {\displaystyle E\twoheadrightarrow X}, {\displaystyle E\twoheadrightarrow X}에 대하여, {\displaystyle \operatorname {e} (E\oplus F)=\operatorname {e} (E)\smile \operatorname {e} (F)}.
- 만약 {\displaystyle E}에 반대 방향을 부여한 것을 {\displaystyle {\bar {E}}}라고 한다면, {\displaystyle \operatorname {e} ({\bar {E}})=-\operatorname {e} (E)}

또한, 오일러 특성류는 다음과 같은 특성을 갖는다.
만약 {\displaystyle E}가 어디서도 0이 아닌 단면을 갖는다면, {\displaystyle \operatorname {e} (E)=0}
즉, 오일러 특성류는 실수 벡터 다발이 어디서도 0이 아닌 단면을 갖는 것의 방해물이다. 그러나 오일러 특성류는 어디서도 0이 아닌 단면의 존재의 필수 조건이지만 충분 조건이 아니다.:Example 23.16

### 다른 특성류와의 관계
표준적 몫환 준동형
{\displaystyle (+2\mathbb {Z} )\colon \mathbb {Z} \to \mathbb {Z} /{2\mathbb {Z} }=\mathbb {F} _{2}}
으로 유도되는 사상
{\displaystyle (+2\mathbb {Z} )_{*}\colon \operatorname {H} ^{\bullet }(X;\mathbb {Z} )\to \operatorname {H} ^{\bullet }(X;\mathbb {F} _{2})}
아래, 오일러 특성류의 상은  최고차 슈티펠-휘트니 특성류이다.
{\displaystyle (+2\mathbb {Z} )_{*}\operatorname {e} (E)=\operatorname {w} _{n}(E)}
임의의 {\displaystyle k}차원 복소수 벡터 다발 {\displaystyle E}는 {\displaystyle 2n}차원 유향 실수 벡터 다발로 여길 수 있다. 이 경우, 오일러 특성류는 최고차 천 특성류와 같다.
{\displaystyle \operatorname {e} (E)=\operatorname {c} _{n}(E)}
{\displaystyle 2n} 차원 유향 벡터 다발 {\displaystyle E}의 오일러 특성류의 제곱은 최고차 폰트랴긴 특성류와 같다.
{\displaystyle \operatorname {e} (E)\smile \operatorname {e} (E)=\operatorname {p} _{n}(E)}

### 매끄러운 다양체의 경우
{\displaystyle M}이 {\displaystyle n}차원 연결 유향 매끄러운 다양체라고 하자. 그렇다면, 그 접다발 {\displaystyle \operatorname {T} M}은 유향 실수 매끄러운 벡터 다발이다. 그 오일러 특성류와 기본류 {\displaystyle [M]\in \operatorname {H} _{n}(M;\mathbb {Z} )}의 교곱은 {\displaystyle \operatorname {H} _{0}(M;\mathbb {Z} )\cong \mathbb {Z} }의 원소이며 그 값은 오일러 지표와 같다.
{\displaystyle [M]\frown \operatorname {e} (\mathrm {T} M)=\chi (M)}
다시 말해 오일러 특성류는 오일러 지표의 일반화라 할 수 있다.

## 역사

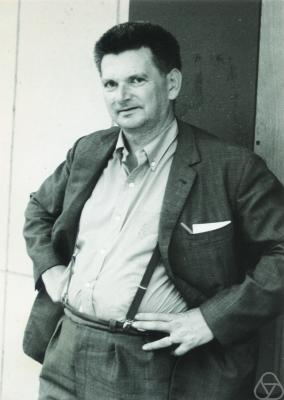
르네 톰

르네 톰은 슈티펠-휘트니 특성류를 일반화한 특성류가 오일러 지표와 관련이 있다는 것을 발견했다. 그 이후 ‘오일러 특성류’라는 이름이 붙었다.